# Elodea potamogeton
Elodea potamogeton es una especie de Liliopsida del género Elodea, de la familia Hydrocharitaceae, del orden Alismatales.

## Taxonomía
Fue descrita científicamente por (Bertero) Espinosa. Fue publicado por primera vez en Revista Chilena Hist. Nat. 31: 150 (1927)